# Моклаково
Моклаково — деревня в Ефимовском городском поселении Бокситогорского района Ленинградской области.

## История
Усадище Моклоково Климантовского Колбежского погоста, упоминается в переписи 1710 года.

МОКЛАКОВО (МАКЛАКОВО) — деревня Селищенского общества, прихода села Озерева.

Крестьянских дворов — 32. Строений — 65, в том числе жилых — 41. Две водяных мельницы. 

Число жителей по семейным спискам 1879 г.: 66 м. п., 65 ж. п.; по приходским сведениям 1879 г.: 61 м. п., 62 ж. п.

В конце XIX — начале XX века деревня административно относилась к Тарантаевской волости 5-го земского участка 3-го стана Тихвинского уезда Новгородской губернии.

МОКЛАКОВО — деревня Селищенского общества, число дворов — 38, число домов — 53, число жителей: 80 м. п., 85 ж. п.; Занятия жителей: земледелие, лесные заработки. Река Чагода. Смежна с дер. Селище. (1910 год)

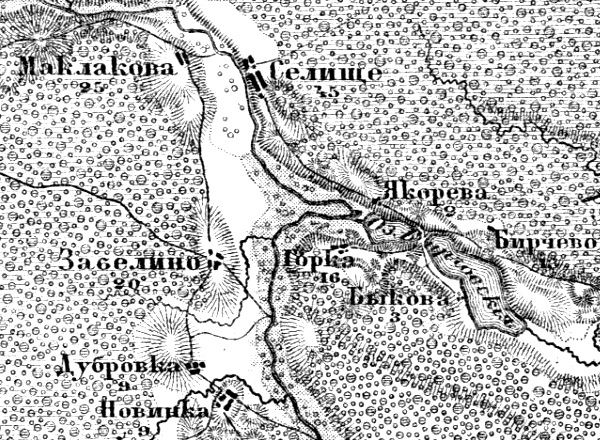
Деревня Моклаково на карте 1912 года

Согласно военно-топографической карте Новгородской губернии издания 1912 года, деревня называлась Маклакова  насчитывала 25 крестьянских дворов.
С 1917 по 1918 год деревня Маклаково входила в состав Тарантаевской волости Тихвинского уезда Новгородской губернии.
С 1918 года, в составе Череповецкой губернии.
С 1924 года, в составе Соминской волости Устюженского уезда.
С 1927 года, в составе Селищенского сельсовета Ефимовского района.
С 1928 года, в составе Коргорского сельсовета. В 1928 году население деревни составляло 205 человек.
По данным 1933 года деревня Маклаково входила в состав Коргорского карельского национального сельсовета Ефимовского района.
С 1965 года в составе Бокситогорского района.
По данным 1966 года деревня Маклаково также входила в состав Коргорского сельсовета.
По данным 1973 года деревня называлась Моклаково и входила в состав Озеревского сельсовета.
По данным 1990 года деревня Моклаково входила в состав Климовского сельсовета.
В 1997 году в деревне Моклаково Климовской волости проживали 9 человек, в 2002 году — 5 человек (все русские).
В 2007 году в деревне Моклаково Климовского СП проживали 7 человек, в 2010 году — 4.
В мае 2019 года Климовское сельское поселение вошло в состав Ефимовского городского поселения.

## География
Деревня расположена в южной части района к северу от автодороги 41К-278 (Климово — Забелино).
Расстояние до деревни Климово — 12 км.
Расстояние до ближайшей железнодорожной станции Ефимовская — 66 км. 
Деревня находится на правом берегу реки Чагода.

## Демография
| 1997 | 2002 | 2007 | 2010 | 2017 |
| ---- | ---- | ---- | ---- | ---- |
| 9    | ↘5   | ↗7   | ↘4   | ↘0   |

## Инфраструктура
На 1 января 2013 года в деревне числилось 1 домохозяйство.